# Johann Gratz
Johann Gratz (19. června 1849 Mühlbachl – 10. června 1915 Mühlbachl) byl rakouský politik německé národnosti z Tyrolska, na počátku 20. století poslanec Říšské rady.

## Biografie
Byl rolníkem v Mühlbachlu u Matrei. Vychodil národní školu. Byl členem okresní školní rady v okrese Innsbruck-venkov. Zastával post starosty, podle některých zdrojů v Matrei am Brenner, podle jiných v Mühlbachlu, kde byl po 25 let členem obecního výboru a pak šest let starostou. Zasedal coby poslanec Tyrolského zemského sněmu. Na sněm byl zvolen roku 1908. V roce 1914 mandát obhájil. Byl mu udělen Zlatý záslužný kříž.
Působil i jako poslanec Říšské rady (celostátního parlamentu Předlitavska), kam usedl ve volbách do Říšské rady roku 1907, konaných poprvé podle všeobecného a rovného volebního práva. Byl zvolen za obvod Tyrolsko 10. Mandát obhájil ve volbách do Říšské rady roku 1911. Poslancem byl až do své smrti roku 1915. Po volbách roku 1907 byl uváděn coby člen klubu Křesťansko-sociální sjednocení, po volbách roku 1911 Křesťansko-sociálního klubu německých poslanců.
Zemřel v červnu 1915 po dlouhé nemoci. Ještě krátce před smrtí byl aktivní. Den před úmrtím ho stihla mrtvice.